# ويليام فرنسيس تومسون
ويليام فرنسيس تومسون (بالإنجليزية: William Francis Thompson)‏ هو عالم أسماك أمريكي، ولد في 1888، وتوفي في 1965.